# Politisches Kolleg
Das Politische Kolleg, auch Politisches Kolleg für nationalpolitische Schul- und Bildungsarbeit, war ein im Jahr 1920 in Berlin gegründetes Lehr- und Forschungsinstitut, an dem jungkonservative Kreise, der Juniklub und die Deutschnationale Volkspartei beteiligt waren.
Das Kolleg betätigte sich im Bereich der politischen Bildung und war als ein deutschnationales Gegenstück zu der, der Deutschen Demokratischen Partei nahestehenden und die Weimarer Verfassung unterstützenden Deutschen Hochschule für Politik angelegt. Zu diesem Zweck veranstaltete es sogenannte nationalpolitische Kurse und Seminare, in denen die Teilnehmer national-konservatives Gedankengut vermittelt bekamen.

## Entstehung und Geschichte des Politischen Kollegs
Das Politische Kolleg entstand als Teil der intellektuellen Gegenkultur deutschnationaler Prägung, die sich kurz nach der Bildung der Weimarer Republik unter Förderung der alten Finanzeliten des vergangenen Kaiserreiches zu formieren begann. Die Überlegung eine hochschulartige Institution zur Durchführung nationalkonservativer Bildungsarbeit ins Leben zu rufen war bereits 1919 im Kreis des Juni-Klubs aufgekommen und wurde insbesondere von Heinrich von Gleichen-Rußwurm und Arthur Moeller van den Bruck verfochten. Die zunächst nur langsam Gestalt annehmende Idee reifte im Jahr 1920 rasch zu konkreten Planungen heran, nachdem mit der von Ernst Jäckh initiierten Hochschule für Politik ein liberal-demokratisches Gegenstück gegründet worden war, das gleichsam dazu aufreizte, die eigenen Anstrengungen zu intensivieren, um im Wettbewerb der Ideen nicht ins Hintertreffen zu geraten.
Durch von Eduard Stadtler und Martin Spahn vermittelte Unterstützungen potenter Geldgeber wie Hugo Stinnes und Albert Vögler konnte die Gründung des Kollegs schließlich am 1. November 1920 vollzogen werden.
Finanziert wurde das Kolleg in den weiteren Jahren seines Bestehens vor allem aus Kreisen der Großindustrie und der Landwirtschaft, die die Verwendung ihrer Mittel durch einen Verwaltungsrat kontrollierten. Diesem Verwaltungsrat gehörten außer Spahn als dem Vertreter der Kollegsleitung noch Paul Reusch, Ernst Borsig und Albert Vögler für die Industrie, Joachim von Oppen-Dannewalde und Carl Graf von Behr für den Reichslandbund, Wilhelm von Gayl für die nationalen Verbände, Reinhold Quaatz für die DVP und Alfred Hugenberg und Friedrich von Winterfeld für die DNVP an. Von besonderer Bedeutung war im Hinblick auf die Finanzierung der Kollegsarbeit Hugenberg, da die dem Kolleg von seinen Gönnern in der Industrie zugeleiteten Gelder zunächst Hugenberg übermittelt wurden, der sie durch sein Büro an das Kolleg ausschüttete. Joachim Petzold zufolge hatte dies in der Tendenz des Kollegs zur Folge, dass dieses „im Laufe seiner Entwicklung [...] immer mehr ins Fahrwasser Hugenbergs geraten“ sei, der ja „an der Geldquelle saß“.
Seit 1925 setzte ein rapider Niedergang des Politischen Kollegs ein: Hintergrund war, Pezinna zufolge, dass dieses zu diesem Zeitpunkt personell völlig „ausbrannte“: So ging dem Institut mit dem Tod Moeller van den Brucks im Mai 1925 „ein literarisches Aushängeschild und eine Symbolfigur“ verloren, während mit dem Weggang Boehms, der das Kolleg ebenfalls im Jahr 1925, nach Querelen mit Spahn, verließ um sein eigenes Institut für Grenz- und Auslandsstudien ins Leben zu rufen, der meistbeachtete Forscher des Kollegs ausschied, in dessen Gefolge überdies weitere Mitarbeiter wie Heinz Brauweiler abwanderten. Hinzu kam, dass der ehemalige Juniklub um Heinrich von Gleichen, der 1925 aus dem gemeinsamen Gebäude in der Motzstraße auszog und mit dem Herrenklub einen neuen Klub zu gründen, sich in diesem Jahr vom Politischen Kolleg distanzierte, so dass das Kolleg aus der Ring-Bewegung der jungkonservativen Intellektuellen, die sich ursprünglich um den Juniklub gruppiert hatte, ausschied und fortan weitgehend isoliert dastand. Die private Finanzierung des Kollegs endete im September 1927. Bezeichnenderweise musste man in diesem Jahr eine Arbeitsgemeinschaft mit dem alten Antipoden, der Hochschule für Politik, eingehen, indem man fortan über diese auf Betreiben des deutschnationalen Reichsfinanzministers von Keudell aus Reichsmitteln finanziert wurde. Diese Zweckverbindung fand ihr Ende im Mai 1930, als die Hochschule für Politik die Arbeitsgemeinschaft aufkündigte, nachdem das Kolleg, anders als zugesagt an seinen gegen den Weimarer Staat gerichteten Veranstaltungen festhielt. In den letzten Jahren seines Bestehens wurde das Kolleg wieder von der Industrie unterstützt, führte aber aufgrund seines verlorenen Rückhalts an den Hochschulen nur noch ein Schattendasein. Das endgültige Aus erfolgte im Frühjahr 1933, als es, mit den Worten einer Biographin von Martin Spahn, „lautlos ein [ging]“.

## Aufbau und Organisation des Kollegs
Der Sitz des Kollegs befand sich im sogenannten Schutzbundhaus in der Berliner Motzstraße 22, in dem auch der Schutzbund für das Grenz- und Auslandsdeutschtum sowie der Juni-Klub ihren Sitz hatten. Die Leitung des Politischen Kollegs übernahm der Historiker und Politiker Martin Spahn, der zusammen mit Rudolf von Broecker und Heinrich von Gleichen den Vorstand des Instituts bildete. Bekannte Mitarbeiter des Lehr- und Schulungspersonals waren Max Hildebert Boehm, Arthur Moeller van den Bruck und Walter Reusch. Moeller van den Bruck war dabei insbesondere als Integrationsfigur der jungkonservativen Kräfte innerhalb des Kollegs mit den alten Konservativen von Bedeutung. Seine Kurse hielt das Politische Kolleg ab Oktober 1921 im Evangelischen Johannesstift im Berliner Bezirk Spandau ab.
Da ein ursprünglich anvisierter breiterer Ausbau des Kollegs sich nicht finanzieren ließ, schufen Spahn und seine Mitarbeiter zunächst sechs Arbeitsstellen, die jeweils einem bestimmten Schwerpunktthema gewidmet waren und als Zellen konzipiert waren aus denen sich „gleichsam [...] der Organismus des Politischen Kollegs“ bilden sollte. Als Denkfabriken untersuchte jede Arbeitsstelle „eine Gegenwartsnot unserer Nation“, also ein aktuelles politisches Problem. Spahn selbst übernahm innerhalb dieser Arbeitsteilung beispielsweise die „Arbeitsstelle für Außenpolitik“, während Max Hildebert Boehm die „Arbeitsstelle für Nationalitätenprobleme“ leitete. Boehms Arbeitsstelle entfaltete dabei eine starke Außenwirkung: zu den Ergebnissen ihrer Forschungsarbeit gehörten insbesondere Boehms Hauptwerke Europa Irredenta (1923) und Die deutschen Grenzlande (1925).
Zur Ergänzung der Arbeit des Kollegs entstand 1922 die sogenannte Hochschule für Nationale Politik, die ihren Vorlesungsbetrieb im Herbst 1922 aufnahm. Nachdem diese in der zweiten Hälfte der 1920er Jahre in Bedrängnis geraten war, ging sie 1929 im Politischen Kolleg auf.